# Залхагёль
Залхагёль (азерб. Zalxa gölü) — пресноводное озеро в Кельбаджарском районе Азербайджана. Расположено на Карабахском нагорье, на высоте 3062 м, в 3 км к югу от горы Айычингылы. Площадь поверхности озера равна приблизительно 20 га, средняя глубина — 3 м, максимальная — 5 м.
Залхагёль используется для водопоя скота. Из озера Захалгёль берёт своё начало река Базарчай (Воротан).
В начале 1990-х годов, в ходе Первой карабахской войны, территория на которой расположено озеро была захвачена непризннаной Нагорно-Карабахской Республикой. В ноябре 2020 на основании заявления о прекращении огня, окончившего Вторую карабахскую войну, территория Кельбаджарского района была возвращена Азербайджану.